# География Манитобы

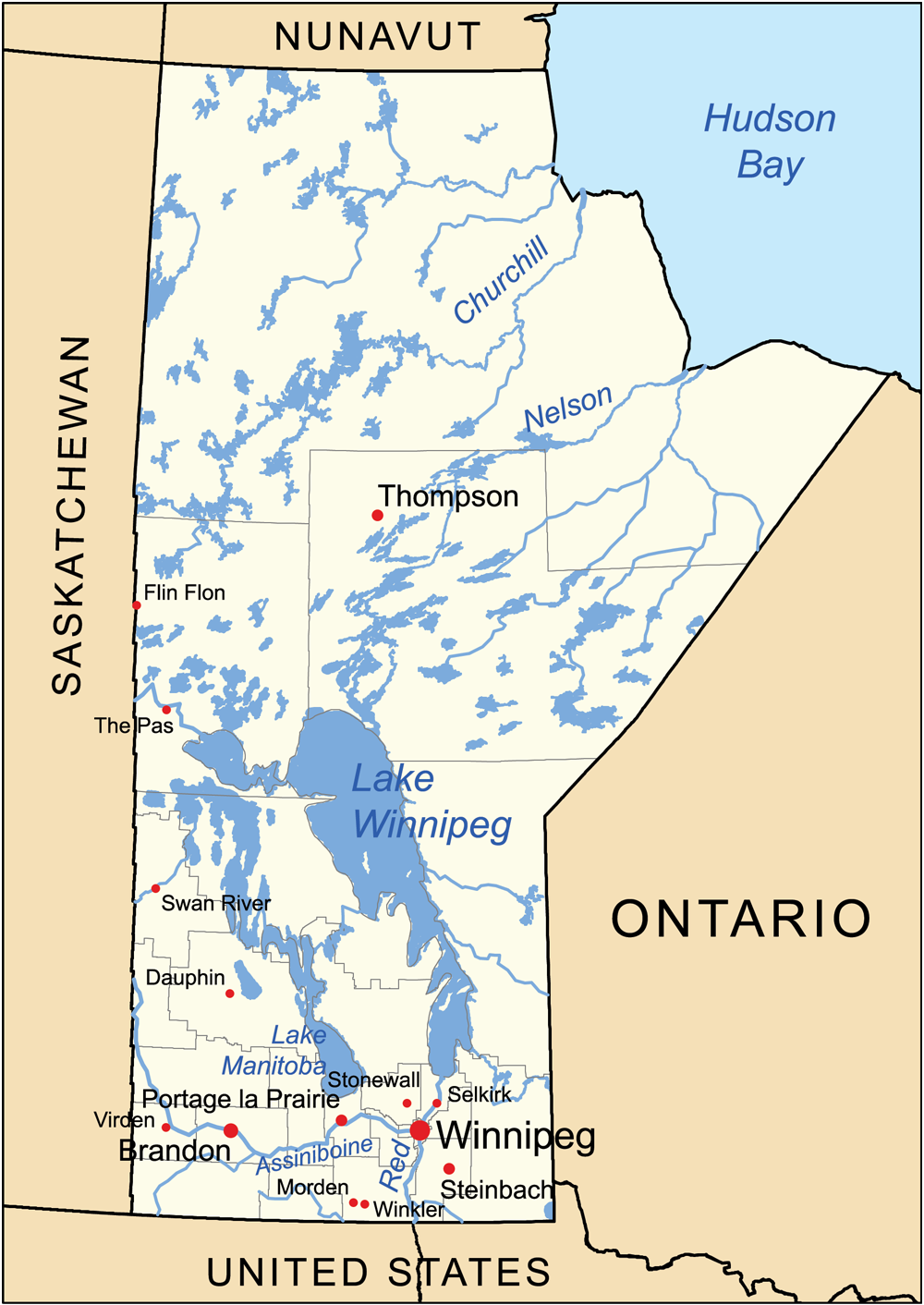
Карта Манитобы

Манитоба — самая восточная из трёх прерийных провинций Канады, расположенная в центре страны с севера на юг. Манитоба граничит с Саскачеваном на западе, Онтарио на востоке, Нунавутом на севере и с американскими штатами Северная Дакота и Миннесота на юге. На картах граница между Канадой и США в Манитобе выглядит как прямая линия, однако в действительности границы образованы строго прямыми углами и фактически эта линия наклонена. Высота над уровнем моря составляет от 0 метров в Гудзоновом заливе до 831 м на вершине Лысой горы. 60 % территории на севере провинции приходятся на Канадский щит. Самые северные области Манитобы лежат в зоне вечной мерзлоты, а ближе к Гудзонову заливу расположена область тундры.
Все водные ресурсы Манитобы относятся к бассейну Гудзонова залива. Крупнейшими озёрами являются Виннипегосис и Виннипег. Наиболее значимые реки — Ред-Ривер, Ассинибойн, Нельсон и Черчилл. Манитоба является шестой провинцией Канады по площади и восьмой по доле запасов пресной воды. Столица и крупнейший город провинции — Виннипег, часовой пояс — UTC-6.

## Общая характеристика
Климат в Манитобе резко континентальный, на юге возможно ведение сельского хозяйства. В северной части провинции можно найти как хвойные леса, так и сфагновые болота, на северных границах расположена зона тундры. До появления первых поселений большая часть южной Манитобы являлась заливными равнинами и болотами. Для того, чтобы стало возможным возделывание почвы, потребовалась развитая система дренажных канав в центральной и южной части провинции.
В бореальных лесах южной части Манитобы произрастают сизая и черная ель, в тундре на севере провинции преобладает чёрная ель, а высота деревьев ограничена условиями почвы, мерзлотой и общим холодным климатом. В этой области встречаются белые медведи, которые обитают в национальном парке Вапуск и мигрируют до Гудзонова залива с целью охоты на морских котиков.

## Историческая география
Манитоба граничит на востоке с Онтарио, на юге с Северной Дакотой и Миннесотой, на западе с Саскачеваном и на севере с Нунавутом. С северо-востока граница Манитобы проходит по побережью Гудзонова залива. Здесь же расположен порт Черчилл, являющийся единственным портом для всех трёх прерийных провинций.
Манитоба была первой из канадских провинций, где началось выращивание пшеницы. Порт Черчилл свободен от льда всего три месяца в году, именно в это время возможна отправка грузов.
Канадский щит накладывает ограничения на ведение сельского хозяйства, однако там возможны лесоводство и добыча полезных ископаемых. Основное производство зерна приходится на южную область провинции, где расположены фермы.
Центральная и южная части Манитобы богаты озёрами и реками, основная часть населения сосредоточена в южной трети провинции.
Манитоба сыграла важную роль в расселении европейцев на западе Канады. Исследователи прибывали в Манитобу через Гудзонов залив в поисках прохода в Китай. С развитием пушной торговли поселения разрастались до торговых, где происходил обмен между коренным населением и путешественниками. Расселение не было простым, а процесс колонизации замедлялся на несколько лет около 1816 года. В 1870 году Компания Гудзонова залива продала свои обширные владения Канадской конфедерации.
Мощный рост поселений в Манитобе произошел с появлением железной дороги, а затем в конце XIX — начале XX веков благодаря миграционной политике канадского правительства, направленной на привлечение европейских иммигрантов.

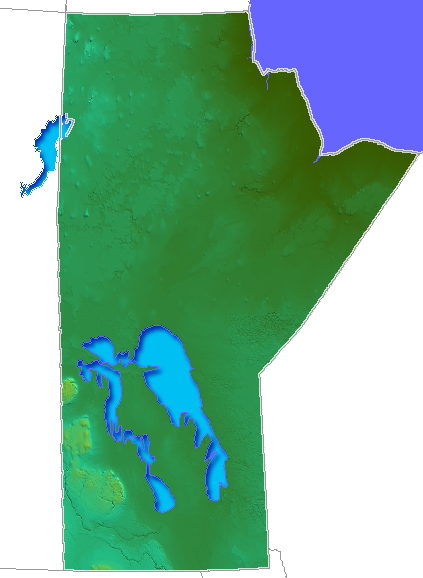
Рельеф Манитобы

## Рельеф и горные системы
В Манитобе расположены две системы гор/холмов, обе они были образованы склонами доисторического озера Агассис: холмы Пембина и холмы Манитоба.
Холмы Пембина расположены в южной части провинции и простираются до реки Ассинибойн и через границу с Северной Дакотой. Высшая точка — ок.610 метров (2000 футов)
Холмы Манитоба представлены четырьмя различными цепями, из которых только три расположены внутри провинции: горы Райдинг, Утиные горы и Дикобразовы горы.
Высшей точкой Манитобы является Лысая гора (832 м), расположенная в Утиных горах. Ей немного уступает гора Харт, расположенная в системе Дикобразовых гор.

## Геология
В центральной Манитобе расположен зеленокаменный пояс Флин-Флон, один из крупнейших палеопротозойских вулканических сульфидных отложений в мире. Он содержит 27 медных, цинковых и возможно золотых месторождений, благодаря разработкам которых уже удалось добыть более 183 млн тонн сульфидов.

## Климат

Классификация климатов по Кёппену

Климат в Манитобе резко континентальный. Температура и осадки сокращаются с юга на север и возрастают с востока на запад. Манитоба расположена на удалении от смягчающего влияния горных цепей и больших водных массивов. Из-за плоского ландшафта провинция подвержена действию холодных арктических масс, приносящих высокое давление с северо-запада в январе-феврале. В летний период иногда возможен приход воздушных масс из южной части США, а также возможно движение влажных тёплых воздушных масс от Мексиканского залива к северу. Температура может превышать 30 °C несколько раз в течение лета, также устанавливается высокая влажность. В Кармане зарегистрирована рекордная для Канады влажность в 2007 году. Согласно официальным данным, Манитоба занимает первое место по числу безоблачных дней в году и второе по числу безоблачных дней летом, а также является самой солнечной провинцией Канады зимой и весной.
Южная Манитоба (включая Виннипег) попадает в зону влажного континентального климата (Dfb по Кёппену). Зимой здесь холодно и ветрено, из-за открытого ландшафта часты метели. Лето теплое, умеренной продолжительности. Это самая влажная территория из всех прерийных провинций, с умеренным количеством осадков. Юго-западная Манитоба, будучи отнесенной к той же климатической зоне по Кёппену, ближе к полузасушливым внутренним территориям треугольника Паллисера. Воздух здесь более сухой, выше вероятность засухи, чем в остальной части юга провинции. Для зимы характерна холодная ветреная погода с частыми метелями, летом обычно тепло и даже жарко, влажность низкая или умеренная.
Южная часть Манитобы расположена строго к северу от Аллеи торнадо и потому также подвержена действию торнадо. В 2016 году было зарегистрировано 16 торнадо, в 2007 году, 22-23 июня, по территории также прошли многочисленные торнадо, в том числе крупнейшее зарегистрированное когда-либо на территории Канады, под названием F5).
Северные области Манитобы, включая город Томпсон, относятся к субарктической климатической зоне (Dfc по Кёппену). Для них характерны долгие и очень холодные зимы и короткое теплое лето с небольшим количеством осадков. Температура ночью в течение нескольких дней каждую зиму может опускаться до −40 °C.

## Статистические данные

### Территория и границы
- Территория: 649 950 км²
- Площадь суши: 548 360 км²
- Протяженность с севера на юг: 1225 км
- Протяженность южной границы: 449 км
- Протяженность северной границы: 418 км
- Протяженность побережья: 645 км
- Площадь водных ресурсов: 101 593 км²
- Максимальная протяженность с востока на запад: 793 км

### Население
- Общая численность населения: 1 272 000 (2014)
- Плотность населения 1,78 чел/км² (5 место среди канадских провинций и территорий)